# 南雄太
南 雄太（みなみ ゆうた、1979年9月30日 - ）は、神奈川県川崎市生まれ、東京都杉並区出身の元プロサッカー選手、サッカー解説者。現役時代のポジションはゴールキーパー（GK）。元日本代表。

## 来歴

### プロ入り前
中学時代は読売ジュニアユースに所属、高校は静岡学園高校に進み1995年度の全国高校サッカー選手権大会優勝に貢献した。1997年にはまだ高校生ながらU-20日本代表に選出、ワールドユースでも正GKとして活躍し、将来を大いに期待された。

### 柏レイソル
1998年、柏レイソルに加入。すぐさま土肥洋一から定位置を奪うと、同年からはシドニー五輪を目指すU-21代表にも継続的に選出された。1999年にはU-20代表の一員としてナイジェリアで行なわれたワールドユースに2大会連続で出場。日本が初めてFIFA主催の国際大会で決勝まで勝ち進むキーマンとして活躍した。しかしながら、以後はキックの精度や集中力に欠ける部分を指摘されることも多くなり、シドニー五輪一次予選を最後に曽ヶ端準に正GKの座を奪われU-22代表から遠ざかり、五輪本大会は落選。
2001年にはプロ入り後一度も警告を受けていない点が評価され、Jリーグアウォーズでフェアプレー個人賞を受賞した。2001年11月には、イタリアとの親善試合前に日本代表GK楢﨑正剛と川口能活が負傷したことから、急遽試合当日にA代表への合流を要請された。ちなみにこの日ピッチにいたGKは五輪予選で南からポジションを奪った曽ヶ端であった。
2006年、柏がJ2に降格し、キャプテンだった明神智和が移籍したことで新キャプテンに就任。チームをしっかり牽引し、1年でのJ1復帰に大きく貢献した。
明神らの移籍によって柏の最長在籍選手となり、柏を象徴する選手の一人としてサポーターから愛されたが、J2の横浜FCから加入した菅野孝憲に2008年シーズン途中にポジションを奪われ第2GKに降格する。それでも腐ることなく常に試合出場の準備を怠らなかったが、柏が2度目のJ2降格を喫した2009年のオフに経費削減の目的もあって契約満了となった。

### ロアッソ熊本
2010年、J2のロアッソ熊本に移籍。J1クラブを含め、熊本より条件の良いオファーもいくつか届いていたが、戦力外発表の10分後に最初の連絡をしたという熊本の熱意が決め手になった。1年目は開幕からレギュラーに定着し、自身初となる公式戦（天皇杯含む）全試合フル出場を果たした。
2011年、本人の意向によりキャプテンに就任した。天皇杯は岩丸史也に譲ったが、リーグ公式戦は2年連続で全試合フル出場した。

### 横浜FC
2013年12月26日、4年間所属したロアッソ熊本を退団。J2の横浜FCに移籍することが発表された。
2016年9月25日、J2リーグ第33節のカマタマーレ讃岐戦で史上28人目となるJ2通算300試合出場を達成した。
しかし。2016年になると若手の渋谷飛翔にポジションを譲る機会が多くなり、渋谷が退団した2017年になると高丘陽平によって完全に正GKを奪われてしまいリーグ戦1試合の出場に終わった。高丘が去った2018年も、辻周吾やジェフ千葉よりレンタル移籍で加わった山本海人とのポジション争いとなったが、2人を上回る25試合に出場し正GKを奪還した。2019年は竹重安希彦にスタメンを譲ることもあったものの、33試合に出場。4年ぶりに30試合以上出場をクリアし、クラブにとって13年ぶりとなるJ1復帰に大きく貢献した。
柏時代の2009年以来のJ1となった2020年は日本代表経験もある六反勇治が加入し、激しいポジション争いを繰り広げた。六反に出場数では負けるも12試合に出場し、出場した試合では好セーブを見せるなどの活躍を見せた。
2021シーズンも開幕戦は先発の座を六反に譲るも、いきなり1-5でチームは敗北。以降もチームが勝ちきれないことから、第3節浦和レッズ戦で同年リーグ戦初出場を果たす。チームは敗れたものの、自身は好パフォーマンスを見せ、再び先発に定着。以降も出場を続けていたもののチームの引き分けこそは増えたが、敗北の多さは変わらず、下平隆宏監督の解任。そして新たに監督に就任した早川知伸新監督が若手の市川暉記を起用したこともあって控えに降格した。その後再び六反がポジションを奪い返したが自身は引き続き控えがメインとなった。

### 大宮アルディージャ
7月25日に大宮アルディージャへの期限付き移籍が発表された。大宮加入後は、自身加入までポジションを争っていた笠原昂史や上田智輝を抑えてレギュラーに完全定着。そのままポジションを奪われることなくシーズンを終え、19試合に出場した。シーズン終了後、大宮へ完全移籍。
2023年10月19日、2023シーズンをもって現役を引退することが発表された。最終節の東京ヴェルディ戦に先発出場するも敗戦。プロデビュー戦の相手も、引退試合の相手もヴェルディという奇縁で現役生活に幕を下ろした。

### 引退後
横浜FCフットボールアカデミーサッカースクール GKクラスコーチに就任。
2024年12月21日、Jリーグでは初めてとなるゴールキーパーとしての引退記念試合がNACK5スタジアム大宮で開催された。
そして、現在は流通経済大学付属柏高等学校サッカー部のゴールキーパーコーチを務めている。

## エピソード
- 小学校時代はフォワードであったが、「ライバルが少ないから」という理由で読売ジュニアユースにゴールキーパーで入団した。中学時代はサッカーよりもバスケットボールの方が好きだったという。
- 2004年5月22日のサンフレッチェ広島戦（広島ビッグアーチ）では、キャッチングしたボールを味方に投げようとした際、手元を誤り、真後ろの自陣ゴールにボールを投げ入れてのオウンゴールという失態を犯してしまった（引退会見で本人が語ったところによれば、DF中澤聡太が「あっちがフリー」と指示したのでDF近藤直也に投げようとしたところ、広島の選手が詰めてきたので投げるのを止めようと思ったら手からこぼれたとのこと[5]）。このプレーのため、翌週発売の『週刊サッカーダイジェスト』では3.0、『週刊サッカーマガジン』では2.0（ともに10段階評価）と、通常のプレーでは用いられることがほとんどない低い採点で評価された。次の公式戦のナビスコカップ予選グループ第3節FC東京戦は欠場するが、続く第4節アウェイ鹿島戦、リーグ戦のホーム清水戦はそれぞれフル出場して連続で相手を無得点に抑えた。
- 2007年からは、前年のチームのJ1昇格を機に「ゼロからやり直したい。」という自身の意向により、前年までつけていた背番号1を新加入の水谷雄一に譲り、入団当時の背番号21に変更した。翌年に水谷は退団したため1番は空いたが、それでも南に背番号変更の意思はなく、若手の桐畑和繁に譲った。
- 長女は2002年7月24日で長男は2004年10月25日で次女は2007年11月5日、次男は2019年11月24日生まれである。

## 所属クラブ
- 宝陽幼稚園サッカー部 (東京都杉並区)
- 武蔵丘FC (東京都世田谷区)
- 読売日本SCジュニアユース
- 1995年 - 1997年 静岡学園高等学校
- 1998年 - 2009年  柏レイソル
- 2010年 - 2013年  ロアッソ熊本
- 2014年 - 2021年  横浜FC
  - 2021年7月 - 2021年12月 大宮アルディージャ（期限付き移籍）
- 2022年 - 2023年 大宮アルディージャ

## 個人成績
| 国内大会個人成績 | 国内大会個人成績 | 国内大会個人成績 | 国内大会個人成績 | 国内大会個人成績 | 国内大会個人成績 | 国内大会個人成績 | 国内大会個人成績 | 国内大会個人成績 | 国内大会個人成績 | 国内大会個人成績 | 国内大会個人成績 |
| 年度             | クラブ           | 背番号           | リーグ           | リーグ戦         | リーグ戦         | リーグ杯         | リーグ杯         | オープン杯       | オープン杯       | 期間通算         | 期間通算         |
| 年度             | クラブ           | 背番号           | リーグ           | 出場             | 得点             | 出場             | 得点             | 出場             | 得点             | 出場             | 得点             |
| 日本             | 日本             | 日本             | 日本             | リーグ戦         | リーグ戦         | リーグ杯         | リーグ杯         | 天皇杯           | 天皇杯           | 期間通算         | 期間通算         |
| ---------------- | ---------------- | ---------------- | ---------------- | ---------------- | ---------------- | ---------------- | ---------------- | ---------------- | ---------------- | ---------------- | ---------------- |
| 1998             | 柏               | 21               | J                | 22               | 0                | 4                | 0                | 1                | 0                | 27               | 0                |
| 1999             | 柏               | 21               | J1               | 18               | 0                | 2                | 0                | 4                | 0                | 24               | 0                |
| 2000             | 柏               | 1                | J1               | 20               | 0                | 0                | 0                | 2                | 0                | 22               | 0                |
| 2001             | 柏               | 1                | J1               | 29               | 0                | 4                | 0                | 1                | 0                | 34               | 0                |
| 2002             | 柏               | 1                | J1               | 27               | 0                | 7                | 0                | 1                | 0                | 35               | 0                |
| 2003             | 柏               | 1                | J1               | 26               | 0                | 3                | 0                | 0                | 0                | 29               | 0                |
| 2004             | 柏               | 1                | J1               | 28               | 0                | 4                | 0                | 0                | 0                | 32               | 0                |
| 2005             | 柏               | 1                | J1               | 33               | 0                | 5                | 0                | 1                | 0                | 39               | 0                |
| 2006             | 柏               | 1                | J2               | 45               | 0                | -                | -                | 0                | 0                | 45               | 0                |
| 2007             | 柏               | 21               | J1               | 33               | 0                | 2                | 0                | 0                | 0                | 35               | 0                |
| 2008             | 柏               | 21               | J1               | 10               | 0                | 1                | 0                | 1                | 0                | 12               | 0                |
| 2009             | 柏               | 21               | J1               | 0                | 0                | 3                | 0                | 0                | 0                | 3                | 0                |
| 2010             | 熊本             | 18               | J2               | 36               | 0                | -                | -                | 2                | 0                | 38               | 0                |
| 2011             | 熊本             | 18               | J2               | 38               | 0                | -                | -                | 0                | 0                | 38               | 0                |
| 2012             | 熊本             | 18               | J2               | 39               | 0                | -                | -                | 2                | 0                | 41               | 0                |
| 2013             | 熊本             | 18               | J2               | 42               | 0                | -                | -                | 0                | 0                | 42               | 0                |
| 2014             | 横浜FC           | 18               | J2               | 39               | 0                | -                | -                | 1                | 0                | 40               | 0                |
| 2015             | 横浜FC           | 18               | J2               | 42               | 0                | -                | -                | 2                | 0                | 44               | 0                |
| 2016             | 横浜FC           | 18               | J2               | 23               | 0                | -                | -                | 0                | 0                | 23               | 0                |
| 2017             | 横浜FC           | 18               | J2               | 1                | 0                | -                | -                | 0                | 0                | 1                | 0                |
| 2018             | 横浜FC           | 18               | J2               | 25               | 0                | -                | -                | 1                | 0                | 26               | 0                |
| 2019             | 横浜FC           | 18               | J2               | 33               | 0                | -                | -                | 0                | 0                | 33               | 0                |
| 2020             | 横浜FC           | 18               | J1               | 12               | 0                | 0                | 0                | -                | -                | 12               | 0                |
| 2021             | 横浜FC           | 18               | J1               | 8                | 0                | 2                | 0                | 0                | 0                | 10               | 0                |
| 2021             | 大宮             | 35               | J2               | 19               | 0                | -                | -                | -                | -                | 19               | 0                |
| 2022             | 大宮             | 35               | J2               | 15               | 0                | -                | -                | 0                | 0                | 15               | 0                |
| 2023             | 大宮             | 35               | J2               | 3                | 0                | -                | -                | 2                | 0                | 5                | 0                |
| 通算             | 日本             | 日本             | J1               | 266              | 0                | 37               | 0                | 11               | 0                | 314              | 0                |
| 通算             | 日本             | 日本             | J2               | 400              | 0                | -                | -                | 10               | 0                | 410              | 0                |
| 総通算           | 総通算           | 総通算           | 総通算           | 666              | 0                | 37               | 0                | 21               | 0                | 724              | 0                |

その他の公式戦
- 2004年
  - J1・J2入れ替え戦 2試合0得点
- 2005年
  - J1・J2入れ替え戦 2試合0得点
- 2018年
  - J1参入プレーオフ 1試合0得点

## 代表歴
- 1997年 1997 FIFAワールドユース選手権 U-20日本代表
- 1999年 1999 FIFAワールドユース選手権 U-20日本代表
- 1998年 アジア競技大会 U-23日本代表
- 2000年 シドニーオリンピック予選日本代表
- 2001年 A代表初選出 (出場機会無し)

## タイトル

### クラブ
柏レイソル
- Jリーグカップ：1回（1999年）

### 個人
- Jリーグフェアプレー個人賞（2001年）